# Menden (Sauerland)
Menden (Sauerland) este o comună din landul Renania de Nord-Westfalia, Germania.

## Personalități născute aici
- Edin Terzić (n. 1982), fotbalist, antrenor.